# Mette Jacobsen
Mette Jacobsen (* 24. März 1973 in Nakskov) ist eine ehemalige Schwimmerin aus Dänemark.
Sie nahm an fünf Olympischen Spielen für ihr Land teil, konnte dort aber keine Medaille gewinnen. Bei den Europameisterschaften feierte sie hingegen Erfolge. So wurde sie 1995 Europameisterin über 100 Meter Schmetterling und 100 Meter Rücken. 1991 und 1999 wurde sie noch Europameisterin über 200 Meter Schmetterling sowie 1991 Europameisterin über 200 Meter Freistil. Insgesamt gewann sie bei Europameisterschaften sieben Gold-, drei Silber- und acht Bronzemedaillen auf der 50-Meter-Bahn und eine Goldmedaille, acht Silbermedaillen und drei Bronzemedaillen auf der 25-Meter-Bahn. Bei Weltmeisterschaften erschwamm sie zweimal Bronze auf der Langbahn sowie dreimal Gold, einmal Silber und einmal Bronze auf der Kurzbahn.
1991 und 1995 wurde sie zu Dänemarks Sportlerin des Jahres gewählt.

## Sportliche Karriere

### 1988 bis 1991 mit zwei WM-Medaillen und drei Europameistertiteln
Mette Jacobsen begann ihre internationale Karriere 1988 bei den Olympischen Spielen in Seoul. Über 200 Meter Freistil und 200 Meter Schmetterling schwamm sie im B-Finale. Die dänische 4-mal-100-Meter-Freistilstaffel mit Gitta Jensen, Pia Sørensen, Mette Jacobsen und Annette Moldrup Jørgensen belegte den achten Platz.
1989 bei den Europameisterschaften in Bonn belegte die 4-mal-200-Meter-Freistilstaffel mit Berit Puggaard, Gitta Jensen, Annette Poulsen und Mette Jacobsen den vierten Platz mit einer Sekunde Rückstand auf die drittplatzierten Italienerinnen. Über 200 Meter Freistil siegte Manuela Stellmach aus der DDR vor Marianne Muis aus den Niederlanden, Mette Jacobsen erschwamm die Bronzemedaille vor Heike Friedrich, der zweiten Schwimmerin aus der DDR. Die 4-mal-100-Meter-Freistilstaffel mit Jensen, Puggaard, Poulsen und Jacobsen erreichte den vierten Platz mit 0,79 Sekunden Rückstand auf die drittplatzierte Staffel aus der Bundesrepublik Deutschland und knapp vor den Französinnen. Über 100 Meter Schmetterling wurde Jacobsen Achte. Die 4-mal-100-Meter-Lagenstaffel mit Tine Lund, Malene Mantzius, Mette Jacobsen und Gitta Jensen erreichte den siebten Platz. Über 200 Meter Schmetterling schließlich gab es einen Doppelsieg für die DDR. Kathleen Nord gewann vor Jacqueline Jakob, Jacobsen schlug als Dritte an und Puggaard wurde Vierte.
Anfang 1991 bei den Weltmeisterschaften in Perth siegte die deutsche 4-mal-200-Meter-Freistilstaffel vor den Niederländerinnen. Gitta Jensen, Berit Puggaard, Annette Poulsen und Mette Jacobsen erkämpften die Bronzemedaille. Über 200 Meter Freistil siegte am nächsten Tag die Australierin Hayley Lewis vor Janet Evans aus den Vereinigten Staaten und Mette Jacobsen, die 0,20 Sekunden vor Nicole Haislett aus den USA anschlug. Die 4-mal-100-Meter-Freistilstaffel mit Gitta Jensen, Berit Puggaard, Annette Poulsen und Mette Jacobsen erreichte den fünften Platz. Bei ihrer vierten Finalteilnahme in Perth wurde Jacobsen Fünfte über 200 Meter Schmetterling.
Im August 1991 bei den Europameisterschaften in Athen siegte die dänische 4-mal-200-Meter-Freistilstaffel mit Mette Jacobsen, Berit Puggaard, Gitta Jensen und Annette Poulsen und hatte im Ziel über vier Sekunden Vorsprung auf die zweitplatzierten Deutschen. Wesentlich knapper war das Ergebnis über 200 Meter Freistil: Jacobsen gewann mit fünf Hundertstelsekunden Vorsprung vor der Französin Catherine Plewinski. Die 4-mal-100-Meter-Freistilstaffel mit Mette Jacobsen, Berit Puggaard, Gitta Jensen und Mette Nielsen erschwamm die Bronzemedaille hinter den Niederländerinnen und den Deutschen. Die 4-mal-100-Meter-Lagenstaffel mit Mette Nielsen, Britta Vestergaard, Mette Jacobsen und Gitta Jensen schwamm auf den sechsten Platz. Zum Abschluss der Wettbewerbe siegte Jacobsen über 200 Meter Schmetterling mit fast zwei Sekunden Vorsprung vor der Deutschen Sabine Herbst, 0,08 Sekunden hinter Herbst wurde Puggaard Dritte.
Ende 1991 wurde Mette Jacobsen als erste Person mit dem neu ausgelobten Titel Dänemarks Sportlerin des Jahres ausgezeichnet.

### Die Jahre von 1992 bis 1995 mit zwei Europameistertiteln und einem Sieg bei der Kurzbahn-WM
Bei ihrer zweiten Olympiateilnahme 1992 in Barcelona trat Jacobsen in fünf Wettbewerben an und erreichte zweimal das Finale. Gitta Jensen, Mette Jacobsen, Berit Puggaard und Mette Nielsen belegten den sechsten Platz in der 4-mal-100-Meter-Freistilstaffel. Über 200 Meter Schmetterling schlug Jacobsen als Siebte an und war damit beste Europäerin.
Im Dezember 1993 bei den Kurzbahnweltmeisterschaften in Palma de Mallorca belegte Jacobsen den fünften Platz über 100 Meter Schmetterling. Über 200 Meter Rücken wurde sie Vierte mit einer Viertelsekunde Rückstand auf die Drittplatzierte. 1994 bei den Weltmeisterschaften in Rom wurde Jacobsen Fünfte über 100 Meter Freistil und Achte über 200 Meter Freistil. Über 200 Meter Schmetterling war Jacobsen Vierte hinter den Chinesinnen Liu Limin und Yun Qu sowie der Australierin Susie O’Neill.
Im August 1995 bei den Europameisterschaften in Wien erschwamm Jacobsen fünf Medaillen. Zunächst wurde sie über 100 Meter Freistil Zweite hinter der Deutschen Franziska van Almsick. Mit der 4-mal-200-Meter-Freistilstaffel belegte sie den vierten Platz. Über 200 Meter Freistil siegte die Deutsche Kerstin Kielgaß vor der Schwedin Malin Nilsson. Dahinter schlugen die Britin Karen Pickering und Mette Jacobsen zeitgleich als Dritte an. Über 100 Meter Rücken gewann Jacobsen mit einer halben Sekunde Vorsprung vor der Deutschen Cathleen Rund. Als Siegerin über 100 Meter Schmetterling hatte Jacobsen ebenfalls eine halbe Sekunde Vorsprung, Zweite wurde die Italienerin Ilaria Tocchini. Über 200 Meter Schmetterling siegte schließlich die Irin Michelle Smith-De Bruin vor den Däninnen Mette Jacobsen und Sophia Skou.
Ende 1995 bei den Kurzbahnweltmeisterschaften in Rio de Janeiro schlug Mette Jacobsen über 200 Meter Schmetterling als Dritte an, hatte aber über vier Sekunden Rückstand auf Susie O’Neill und Liu Limin. Über 100 Meter Rücken wurde Jacobsen mit vier Hundertstelsekunden Rückstand Zweite hinter Misty Hyman aus den Vereinigten Staaten. Über 100 Meter Schmetterling belegte Jacobsen den vierten Rang mit einer Dreiviertelsekunde Rückstand auf die Medaillenränge. Schließlich gewann Jacobsen den Wettbewerb über 200 Meter Rücken mit 0,82 Sekunden Vorsprung vor der Deutschen Dagmar Hase.
1995 wurde Mette Jacobsen zum zweiten Mal Dänemarks Sportlerin des Jahres.

### Die Jahre von 1996 bis 1999 mit zwei Europameistertiteln und einem Sieg bei der Kurzbahn-WM
Bei ihrer dritten Olympiateilnahme 1996 in Atlanta startete Jacobsen in fünf Disziplinen. Sie wurde Siebte über 100 Meter Freistil. Über 100 Meter Schmetterling erreichte Jacobsen als einzige Europäerin das Finale und belegte den achten Rang.
Im April 1997 fanden die Kurzbahnweltmeisterschaften in Göteborg statt. Jacobsen wurde Sechste über 200 Meter Schmetterling. Die 4-mal-200-Meter-Freistilstaffel belegte den siebten Rang, die 4-mal-100-Meter-Lagenstaffel wurde Sechste.
Im August 1997 bei den Europameisterschaften in Sevilla belegte Jacobsen den siebten Platz über 100 Meter Freistil. Die 4-mal-200-Meter Freistilstaffel mit Britt Raaby, Ditte Jensen, Mette Jacobsen und Berrit Puggaard erkämpfte die Bronzemedaille hinter den Staffeln aus Deutschland und Schweden. In der 4-mal-100-Meter-Freistilstaffel schwammen Berit Puggaard, Mia Nuusfeldt, Mette Jacobsen und Sophia Skou auf den fünften Rang. Über 100 Meter Schmetterling siegte Jacobsen mit einer Zehntelsekunde Vorsprung vor der Slowakin Martina Moravcová. Auf der doppelt so langen Strecke gewann die Spanierin María Peláez vor Michelle Smith-De Bruin, Jacobsen schlug als Dritte an und hatte 0,04 Sekunden Vorsprung vor der viertplatzierten Polin Anna Uryniuk.
1998 bei den Weltmeisterschaften in Perth gelang Jacobsen kein Finaleinzug. Über 100 Meter Schmetterling wurde sie als Siegerin des B-Finales Neunte der Gesamtwertung. Im Dezember bei den Kurzbahneuropameisterschaften in Sheffield siegte Sophie Skou über 200 Meter Schmetterling vor Mette Jacobsen.
Im April 1999 bei den Kurzbahnweltmeisterschaften in Hongkong siegte Jacobsen über 200 Meter Schmetterling mit 0,01 Sekunden Vorsprung vor der Australierin Petria Thomas. Über 200 Meter Freistil schlug Jacobsen als Vierte an. Ende Juli 1999 wurde Jacobsen über 50 Meter Schmetterling und über 100 Meter Schmetterling Sechste bei den Europameisterschaften in Istanbul. Über 200 Meter Schmetterling gewann sie den Titel mit 0,09 Sekunden Vorsprung vor María Peláez. Im Dezember 1999 bei den Kurzbahneuropameisterschaften in Lissabon wurde Jacobsen über 100 Meter Schmetterling Zweite hinter der Schwedin Johanna Sjöberg, über 200 Meter Schmetterling gewann Jacobsen vor Sjöberg.

### Die Jahre von 2000 bis 2003 mit einem Titel bei der Kurzbahn-WM
Im März 2000 bei den Kurzbahnweltmeisterschaften in Athen siegte Jacobsen über 200 Meter Schmetterling mit über einer Sekunde Vorsprung vor der Deutschen Katrin Jäke. Nach dem sechsten Platz über 200 Meter Freistil schlug Jacobsen über 100 Meter Schmetterling als Vierte an. Im Juli fanden in Helsinki die Europameisterschaften 2000 statt. Über 100 Meter Freistil erkämpfte Jacobsen die Bronzemedaille. Über 100 Meter Schmetterling fehlten ihr als Vierter 0,14 Sekunden zur Bronzemedaille. Über 200 Meter Schmetterling siegte die Polin Otylia Jędrzejczak mit 0,14 Sekunden vor Jacobsen. Bei ihrer vierten Olympiateilnahme 2000 in Sydney erreichte Jacobsen das Finale über 200 Meter Schmetterling. Sie wurde Vierte mit über einer Sekunde Rückstand auf die Bronzemedaille. Im Dezember 2000 bei den Kurzbahneuropameisterschaften in Valencia gewann die Deutsche Annika Mehlhorn über 200 Meter Schmetterling vor Jacobsen. Über 100 Meter Schmetterling siegte die Slowakin Martina Moravcová vor Johanna Sjöberg und Mette Jacobsen.
2001 bei den Weltmeisterschaften in Fukuoka erreichte Jacobsen den fünften Platz über 200 Meter Schmetterling. Über 200 Meter Freistil schlug sie als Achte an. Im Dezember bei den Kurzbahneuropameisterschaften in Antwerpen gewann sie über 200 meter Schmetterling die Silbermedaille hinter Otylia Jędrzejczak. Es folgten der fünfte Platz über 200 Meter Freistil und der vierte Platz über 100 Meter Schmetterling.
2002 belegte Jacobsen über 100 Meter Schmetterling den siebten Platz bei den Europameisterschaften in Berlin. Im Dezember bei den Kurzbahneuropameisterschaften in Riesa siegte die Ungarin Éva Risztov über 200 Meter Schmetterling mit über einer Sekunde Vorsprung vor Jacobsen, die ihrerseits eine Zehntelsekunde vor der Spanierin Roser Vives anschlug. Über 100 Meter Schmetterling wurde Jacobsen Dritte hinter Martina Moravcová und der Schwedin Anna-Karin Kammerling.
Im Dezember 2003 gewann Jacobsen bei den Kurzbahneuropameisterschaften in Dublin über 200 Meter Schmetterling die Bronzemedaille hinter Éva Risztov und der Italienerin Francesca Segat. Mit beiden Staffeln belegte Jacobsen den vierten Platz.

### Die Jahre von 2004 bis zum Karriereende 2006
Im Mai 2004 bei den Europameisterschaften in Madrid erreichte Mette Jacobsen sowohl mit der 4-mal-100-Meter-Freistilstaffel als auch mit der 4-mal-100-Meter-Lagenstaffel den siebten Platz. Über 200 Meter Schmetterling siegte Otylia Jędrzejczak vor der Italienerin Paola Cavallino. Dahinter belegte Jacobsen in 2:09,43 Minuten den dritten Platz. Bei ihrer fünften Olympiateilnahme 2004 in Athen erreichte Jacobsen noch einmal das Finale über 200 Meter Schmetterling und schlug als Sechste an. Ende 2004 bei den Kurzbahneuropameisterschaften in Wien erschwamm Jacobsen sowohl über 100 als auch über 200 Meter Schmetterling Silber hinter Martina Moravcová.
Ende 2005 bei den Kurzbahneuropameisterschaften in Triest siegte die Ungarin Beatrix Boulsevicz über 200 Meter Schmetterling mit einer halben Sekunde Vorsprung vor Jacobsen. Über 100 Meter Schmetterling schwamm Jacobsen auf den achten Platz. 2006 bei den Europameisterschaften in Budapest beendete Mette Jacobsen ihre internationale Laufbahn mit einem siebten Platz in der 4-mal-100-Meter-Lagenstaffel.